# André Delvaux
André Albert Auguste Delvaux (21. března 1926 Heverlee – 4. října 2002 Valencie) byl belgický filmový režisér. Pro svůj umělecký i organizátorský přínos je označován za „kmotra belgického filmu“. Neobvyklá byla také jeho snaha o propojování vlámské a valonské kultury.
Studoval germanistiku, hudbu a práva, učil na Athénée communal Fernand Blum. Hrál na klavír při archivních projekcích němých filmů a natáčel dokumenty pro Radio Télévision Belge de la Communauté Française. V roce 1962 založil v Bruselu filmovou školu INSAS. Jeho prvním celovečerním hraným filmem byl Muž s oholenou lebkou podle předlohy Johana Daisneho. Film Schůzka v Bray natočil podle románu Juliena Gracqa Král Kofetua, hlavní role hráli Mathieu Carrière a Anna Karina. V prostředí protinacistického odboje se odehrává děj psychologického snímku Žena mezi psem a vlkem, k němuž Delvaux napsal scénář s Ivo Michielsem. Historické drama Kámen mudrců s Gianem Mariou Volontém vzniklo podle stejnojmenné knihy, kterou napsala Marguerite Yourcenarová.
Delvauxova díla se vyznačují snovou atmosférou odkazující na magický realismus a surrealismus, jejich náznakovost umožňuje různé interpretace. Režisér byl erudován ve filmové teorii a inspiroval se sémiotikou Christiana Metze i koncepcí Gesamtkunstwerku. Významnou složkou jeho filmů byla hudba, kterou skládal Frédéric Devreese.
Byla mu udělena Cena Louise Delluca, dvakrát Cena Andrého Cavense od belgických filmových kritiků, čestný doktorát Université Libre de Bruxelles, Řád koruny a v roce 1996 byl povýšen do šlechtického stavu. V roce 2010 byla založena Akademie Andrého Delvauxe.

## Filmografie
- 1959 La Planète fauve
- 1960 Fellini
- 1962 Le Temps des écoliers
- 1965 Muž s oholenou lebkou
- 1968 Jeden večer, jeden vlak
- 1971 Schůzka v Bray
- 1973 Kráska
- 1975 Met Dieric Bouts
- 1979 Žena mezi psem a vlkem
- 1980 To Woody Allen, From Europe With Love
- 1983 Benvenuta
- 1985 Babel opéra, ou la répétition de Don Juan de Wolfgang Amadeus Mozart
- 1988 Kámen mudrců
- 1989 1001 films